# Mayor José Martinez
Mayor José Martinez é uma cidade do Paraguai, Departamento Ñeembucú. Possui uma população de 4.301 habitantes. Sua economia é baseada na pecuária.

## Transporte
O município de Mayor José Martinez é servido pelas seguintes rodovias:
- Caminho em terra ligando a cidade ao município de Cerrito
- Caminho em terra ligando a cidade ao município de Laureles
- Caminho em terra ligando a cidade ao município de Paso de Patria [1][2][3]